# Wiatrołuża (rzeka)
Wiatrołuża – rzeka w Polsce, na Pojezierzu Suwalskim.

## Przebieg
Rzeka wypływa z torfowisk na północny wschód od miejscowości Kaletnik. Jest to niewielka rzeka nizinna o długości około 10 km, z czego 8 km jej biegu przypada na obszar Wigierskiego Parku Narodowego, gdzie płynie doliną o szerokości od kilkudziesięciu do 200 m, wcinając się w teren na głębokość około 30 m.
Wiatrołuża stanowi drugi pod względem wielkości odpływu ciek Wigierskiego Parku Narodowego. Drenuje obszar około 176,5 km². Kilkoma odcinkami źródliskowymi zbiera wody z licznych obniżeń wysoczyzny morenowej strefy wododziałowej Szelmentki i Czarnej Hańczy. Cieki te zbiegają się w okolicy Kaletnika, zyskując alternatywną nazwę Kaletnik). Na południe od jeziora Pierty wody płyną poprzez stożek sandrowy. Na wysokości Nowej Wsi wpływa prawy dopływ – Maniówka i odtąd zaczyna się teren parku narodowego. Rzeka płynie odtąd podmokłą doliną, przepływa przez jeziora Królówek, następnie przez jezioro Omułówek i uchodzi do Zatoki Północnej plosa północnego jeziora Wigry (Zadworza).